# 顺式作用元件
顺式作用元件（cis-regulatory element，CRE），是与结构基因串联的一段非编码DNA序列，一般位于转录点上游，作用是调节邻近基因的转录。CREs是遗传调控网络的重要组成部分，进而控制形态发生、解剖学的发展以及胚胎发育的其他方面。（顺式作用元件是DNA序列，而反式作用因子是调控蛋白）
CREs存在于它们调节的基因附近。CRE通常通过与转录因子结合来调节基因转录。单个转录因子可以与许多CRE结合，因此控制许多基因的表达（多效性）。拉丁语前缀顺式意指“在这一侧”，即在与要转录的基因相同的DNA分子上。CRE通常但不总是位于转录位点的上游。启动子和终止子是顺式作用位点的一个简单的例子，它们可以和反式作用的，如RNA聚合酶识别，从而达到调控基因表达的目的。
CRE与反式调节元件（trans-regulatory element，TRE）形成对比。 TRE编码转录因子。